# Mariangela Giordano
Mariangela Giordano (Dolcedo, 2 de septiembre de 1937-ibídem, 16 de julio de 2011) fue una actriz italiana que comenzó su carrera en el cine a inicios de los años cincuenta y cuya última aparición fue en el año 2005.

## Biografía
Mariangela Giordano nació el 2 de septiembre de 1937 en Dolcedo, Italia. Se dedicó principalmente a la actuación, el teatro y el cine. Su dedicación en el cine comenzó en los años cincuenta con papeles cortos, y también se la demuestra en varias películas de terror, entre sus más destacada, es  Le notti del terrore, dirigida por  Andrea Bianchi, donde ella actúa junto a  Karin Well y  Gianluigi Chirizzi en 1981. En varias películas ella aparece con el nombre Mary Jordan. Luego de actuaciones y vista en el cine, en el año 1980 aparece en la televisión, en vídeos cortos, como conductora y en series de TV. Su última aparición en el cine y la televisión fue en el año 2005.
 Falleció en Dolcedo el 16 de julio de 2011.

## Filmografía
- Cortile, (1955)
- Da qui all'eredità, (1955)
- Dramma nel porto, (1955)
- Il falco d'oro, (1955)
- La banda degli onesti (1956)
- Mensajeros de paz, (1957)
- Gli amanti del deserto, (1957)
- Buongiorno primo amore!, (1957)
- Il diavolo nero,(1957)
- Quando gli angeli piangono,(1958)
- Cara de Goma, (1959)
- La regina delle Amazzoni, (1960)
- Ursus nella valle dei leoni,(1961)
- Il ratto delle Sabine, (1961)
- Gli scontenti, (1961)
- Ursus, (1961)
- Il re di Poggioreale, (1961)
- El reflejo del alma, (1962)
- Canzoni a tempo di twist,(1962)
- La smania addosso, (1963)
- Sette a Tebe, (1964)
- Te lo leggo negli occhi, (1965)

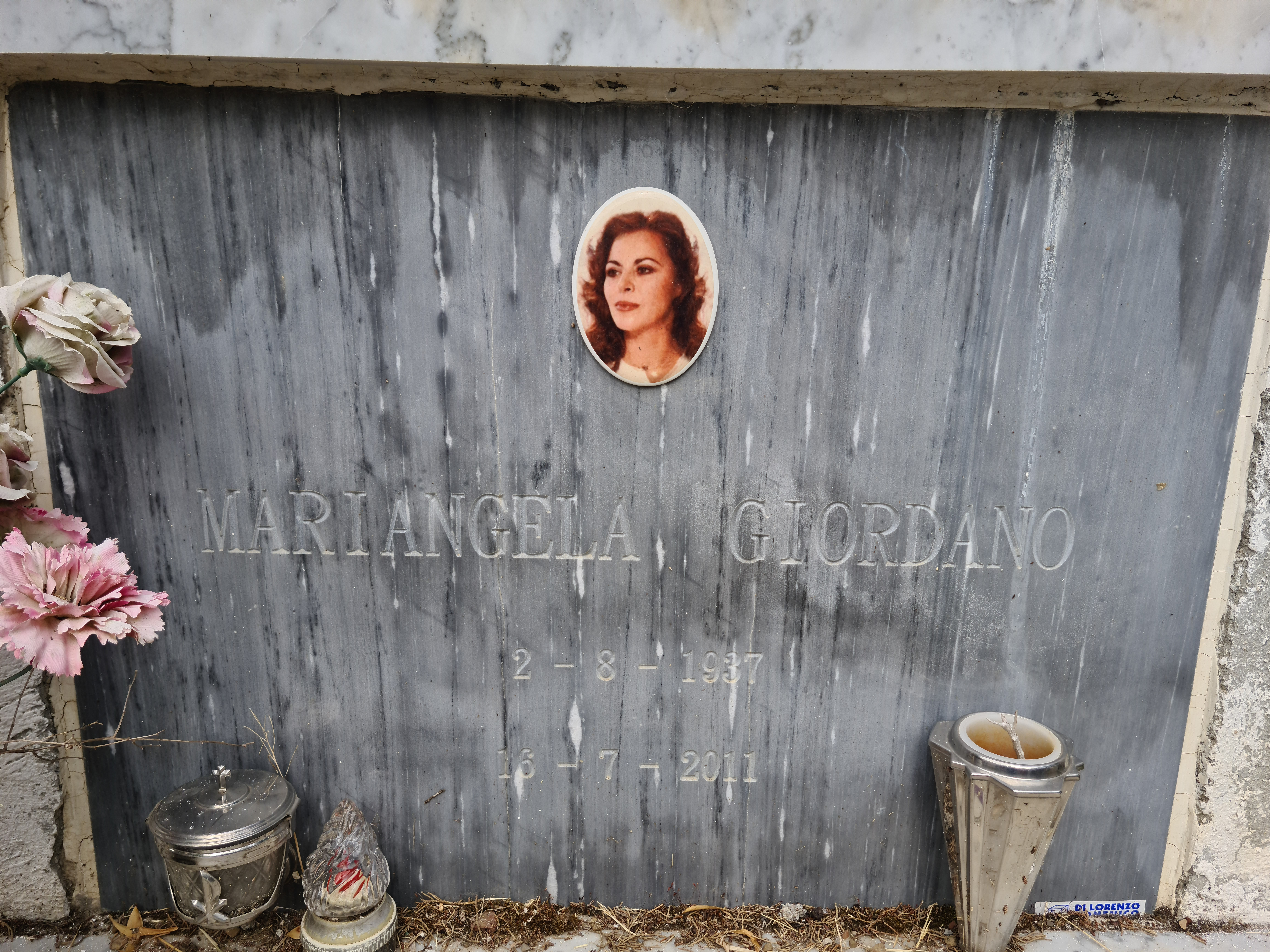
Tumba de Giordano en el Cementerio de Dolcedo, Italia.

- Come imparai ad amare le donne, (1966)
- Djurado,(1966)
- Una vergine per il principe, (1966)
- Tre croci per non morire,(1968)
- Joko invoca Dio... e muori,(1968)
- La taglia è tua... l'uomo l'ammazzo io, (1969)
- I quattro del pater noster, (1969)
- Una lunga fila di croci,(1969)
- La stirpe di Caino,(1971)
- Decameron n° 2 - Le altre novelle del Boccaccio, (1972)
- Decameron n° 4 - Le belle novelle del Boccaccio, (1972)
- I racconti di Canterbury N. 2, (1972)
- L'altro Dio, (1975)
- Quant'è bella la Bernarda, tutta nera, tutta calda, (1975)
- Il conto è chiuso, (1976)
- Che dottoressa ragazzi!, (1976)
- Il colpaccio, (1976)
- Don Milani, (1976)
- Le impiegate stradali - Batton Story, (1976)
- Dove volano i corvi d'argento, (1977)
- Un giorno alla fine di ottobre, (1977)
- Moglie nuda e siciliana,(1978)
- Il commissario di ferro,(1978)
- Giallo a Venezia ,(1979)
- Malabimba (1979)
- Patrick vive ancora, (1980)
- Le notti del terrore,(1981)
- Erotikón, (1981)
- Paula Mujer de la Noche, (1981)
- La bimba di Satana,(1982)
- Il motorino, (1984)
- Io e mia sorella,(1987)
- Noi uomini duri,(1987)
- Il volpone,(1988)
- Stasera a casa di Alice,(1990)
- Il viaggio di Capitan Fracassa,(1990)
- Abbronzatissimi, (1991)
- La setta,  (1991)
- Ci hai rotto papà, (1992)
- Perdiamoci di vista!, (1994)
- Tutti gli anni una volta l'anno, (1995)
- Killer Barbys, (1996)
- Panarea, (1997)
- A luci spente, (2004)
- Cuore sacro, (2005)

## Televisión
- Skipper, (1984)
- Big man: Polizza incendio, (1989)
- Il vigile urbano, (1989) - serie
- Donne armate, (1990)
- I ragazzi del muretto, (1991) - serie
- La forza del desiderio, (1999) - serie
- Max e Tux, (2002) - serie